# Ženg He
Ženg He (tradicionalni kineski: 鄭和, pojednostavljeni kineski: 郑和, pinyin: Zhèng Hé, Wade-Giles: Cheng Ho; rođeno ime: 馬三寶 / 马三宝; pinyin: Mǎ Sānbǎo; arapsko ime: حجّي محمود, latinično: Hadži Mahmud; 1371. godine u Kunmingu Yunnan; umro 1433. ili 1435. godine) je najpoznatiji kineski admiral, diplomat, moreplovac i istraživač.
Njegova putovanja, od 1405. do 1433. godine, su nazvana "Uškopljenik Sanbao prema zapadnom oceanu" ili "Zheng He prema zapadnom oceanu". "Zapadni ocean" odnosi se na azijska i afrička područja koje je Ceng He istraživao. Među njima su područja jugoistočne azije, Sumatre, Jave, Šri Lanke, Indije, Perzije, Perzijskog zaljeva, jugozapadne Azije, Crvenog mora, i Mozambika. Točan broj njegovih putovanja zavisi od načina dijeljenja, ali putovao je sedam puta do "Zapadnog oceana" sa svojom flotom. Na vrhuncu moći, flota se sastojala od 30.000 mornara i 70 brodova. Brodovi su dosegnuli dužinu od 120 m i širinu od 50 m s kojima je prešao i više od 50.000 km, stoga su to bili najveći drveni brodovi ikad.
Muslimanski uškopljenik, Ceng He je bio važan povjerenik Yongleskog cara Kine (vladavina od 1403. do 1424. godine), trećeg cara dinastije Ming. Rođen je u pokrajini Yunnan s imenom "Ma He" godine 1371. u gradu Kunyangu. Njegov djed i otac su oba išli na Hadž (hodočašće u Meku), i pretpostavlja se da je od njih čuo priče o dalekim zemljama. Ma He je bio je pripadnik Semura, muslimanskog naroda iz srednje Azije.
Godine 1381., preminuo mu je otac, a iste godine vojska dinastije Ming, nakon poraza u sjevernom Yuanu, poslana je u Yunnan, da uguši pobunu mongolskog prijestolonasljednika Basalawarmija, u kojoj je kao 11-godišnjak sudjelovao i Ma He. Tada je Ma He zarobljen i kastriran, te poslan na dvor Cara Kine, gdje je dobio nadimak 'San Bao', što znači "Tri dragulja". S vremenom je postao odani sluga budućem caru Yongle, kojemu je pomogao da se riješi prethodnika cara Jianwen i dođe na vlast. Kao zahvala za odanu službu novi Car mu je dao novo ime "Ceng He". Učio je na Nanjing Taixue (centralno carsko sveučilište). Njegova putovanja su prikazala impresivne organizacijske sposobnosti i tehnološku moć, ali nisu stvorili značajnu trgovinu jer je Ceng He bio admiral i službenik, a ne trgovac.
Njegov nadimak San Bao je pokrenuo špekulaciju o tome da se po njemu nazvao Sindbad.
Gdoine 1424. umro je Yongle car. Njegov nasljednik, Hongxi (vladavina od 1424. do 1425. godine) je odlučio zaustaviti utjecaj uškopljenika na Kineskom dvoru, te je zaustavio pomorska putovanja. Zheng He je imao još jedno putovanje pod carem Xuande (vladavina od 1426. do 1435. godine), na kojem je i preminuo, a nakon toga su zaustavljena sva putovanja kineskih flota.

## Putovanja
U razdoblju između 1405. i 1433. vladari dinastije Ming opremili su sedam pomorskih ekspedicija, s ciljem širenja kineskog utjecaja u regiji, nametanja carske kontrole nad trgovinom i veličanjem kineske moći u carstvima i državama u području Indijskog oceana. Ženg He je preglašen admiralom i postavljen je za zapovjednika ove velike flote na kojoj je putovala i brojna vojska. Tijekom svojih putovanja Ženg He je posjetio Arabiju, Istočnu Afriku, Indiju, Indonezijski arhipelag i Tajland (tada Siam), donijevši u te krajeve brojne nove stvari, te uzevši iz tih krajeva brojne darove za vladara. Iako je tijekom svojih putovanja admiral prvotno željene ciljeve pokušavao postići diplomacijom, nije zazirao od upotrebe vojne sile koja ga je pratila, kako bi uspostavio dominaciju. Nemilosrdan je bio prema piratima duž južne obale Kine i jugoistočne Azije, a vodio je i kopnene ratove kada bi lokalni moćnici zaprijetili njegovoj floti.    

### Prvo putovanje (1405.–1407.)
Prva flota se sastojala od 62 brodova. U jesen godine 1405. flota je krenula s posadom od 27.800 članova. Cilj prvog putovanja je bila Calcutta u Indiji. Indija je bila istražena na kopnenom put već u 7. stoljeću od strane kineskog istrživača Hsuan Tsang. Flota je zastala u Vijetnamu, Javi i Malaki i kretala se dalje zapadno preko Indijskog oceana do Šri Lanke i južno-istočne obale Indije. Zimu godine 1406./1407. flota je ostala na tom području da trguje s tamošnjim trgovcima i uspostavi prve diplomatske veze. Na povratku se flota suprotstavila piratima i uništila veći dio njihovih brodova. Vođi pirata je Ceng He dao javno odrubiti glavu. Još 1407. godine se vrača u Nanking.

### Drugo putovanje (1407.–1409.)
Drugo putovanje je opet bilo u Indiju, da osigura moć kralja u Calcutti. Ceng He nije bio prisutan na tom putvanju, imao je nadzor na obnavljanju hramova u Kini.

### Treće putovanje (1409.–1411.)
Treće putovanje, za Ceng He drugo, je krenulo s 48 brodova i ca. 30.000 članova posade. Na putu do odredišta su uspostavili skladišta za robu. Kralj Šri Lanke je imao neprijateljski stav prema kinezima. Ceng Heova vojska je zarobila kralja i odvela ga u Nanking.

### Četvrto putovanje (1413.–1415.)
Krajem 1412. godine kineski Car naređuje Ceng Heu da krene na četvrto putovanje. Na prelazu godine 1413. na 1414. flota od 63 brodova i 28.560 članova posade kreće na put. Cilj im je bio Hormuški tjesnac u perzijskom zaljevu poznat po draguljima.  Dijelovi flote su plovili po istočnoj obali Afrike do Mozambika. U ljeto 1415. godine flota se vrača s arapskim i afričikim diplomatima nazad u Nanking.

### Peto putovanje (1417.–1419.)
Peto putovanje je naredio kineski car 1416. godine da bi se diplomati vratili u svoje domovine. Flota je krenula 1417. i vratila se 1419. godine.

### Šesto putovanje (1421.–1422.)
Flota je napustila Nanking u proljeće 1421. godine. Putovanje je vodilo flotu pokraj južne azije, Indije i perzijskog zaljeva ponovo do Afrike. Ceng He se vraća krajem 1421. godine nazad u Kinu a ostatak flote stiže 1422. godine nazad u Nanking
Car Yongle umire 1424. godine što pogađa Ceng Hea osobno kao i njegove članove posade koji su bili s njim na putovanjima. Novi car Hongxi (Yongleov sin) prekida sva putovanja i šalje sve mornare doma. Ceng He postaje vojni zapovjednik glavnog grada Nanking.

### Sedmo putovanje (1431.–1433.)
Car Hongxi umire 1426. godine. Njegov sin Xuande postaje car. Pošto ima iste interese ka o i njegov djed on ponovno pokreće flotu 1430. godine i naređuje novo putovnje. Ceng Hea postavlja opet kao Admirala flote. Razlog putovanja je bilo ponovno uspostavljanje prijateljskih veza za kraljevinama Malake i Tajlanda. Godinu dana kasnije flota kreće sa 100 brodova i 27.500 članova posade.

## Jubilej
Cengova putovanja slavila su se godine 2005. Iz Qingdao je krenula 24. svibnja 2005. Zelena obrva na put, da bi nakon 40 dana dostigla kinesku obalu i 17 azijskih i afričkih luka, baš tako kako se dogodilo prije 600 godina.
Također je krenula privatna ekspedicija iz Taiwana na taj isti put. U Nanjingu je postavljen kip na Cengov grob.

## Poveznice
- Povijest Kine
- Dinastija Ming

## Vanjske poveznice
- Zheng He - kineski muslimanski admiral
- Kineska velika Armada  Arhivirana inačica izvorne stranice od 10. kolovoza 2007. (Wayback Machine)
- Rekonstrukcija jednog velikog broda[neaktivna poveznica] (kineski)
- QuickTime-Film o brodovima
- Zhenghe (engleski)